# همستر سیبری
همستر سیبری، همستر کوتوله سیبری یا همستر کوتوله سفید برفی روسی (نام علمی: Phodopus sungorus) نام گونه‌ای از زیرخانواده همستر است.